# Базиліка Святого Мартіна
Базиліка Святого Мартіна (Льєж, Бельгія) — церква, що передувала сучасній Базиліці, була заснована орієнтовно у 963 році і постраждала від пожежі у 1312 році.
Окремі частини будівлі були відбудовані у XVI столітті.

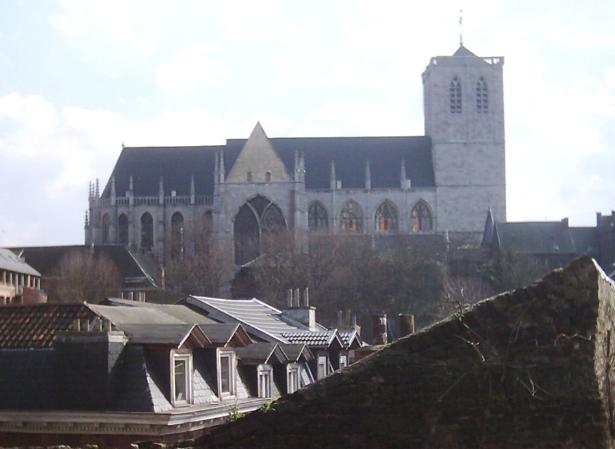